# Hinterburg (Gemeinde Matrei in Osttirol)

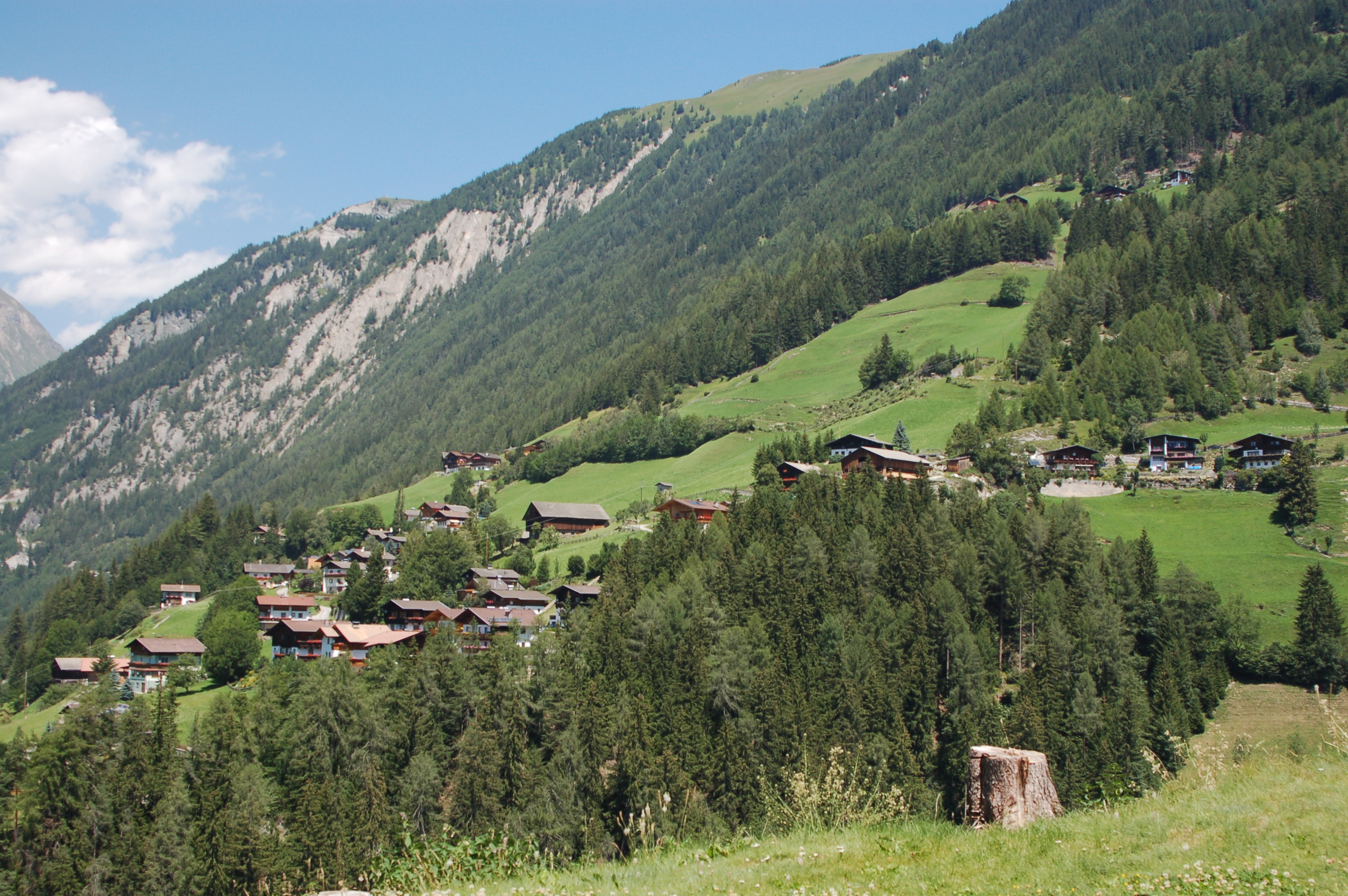
Hinterburg, gesehen von Klaunz

Hinterburg ist eine Fraktion der Gemeinde Matrei in Osttirol. Die Ortschaft liegt östlich des Matreier Marktes im Matreier Talkessel und hat 205 Einwohner (Stand 1. Jänner 2024).

## Geographie
Hinterburg liegt östlich des Matreier Marktes und östlich der Felbertauernstraße, die den Matreier Markt von Hinterburg trennt. Die im Süden von Hinterburg gelegene Siedlung am Bretterwandbach mit dem Grabenweg und dem Marstallweg, ebenfalls östlich der Felbertauernstraße gelegen, gehört hingegen noch zum Matreier Markt. Erst der am Ende dieser Siedlung gelegene Bauernhof Oberbacher gehört zu Hinterburg. Das Zentrum der Besiedelung von Hinterburg befindet sich an der Straße, die von der Felbertauernstraße über Hinterburg ins östlich gelegene Glanz führt, wobei sich der Großteil der Gebäude auf den Franz-Eichhorst-Weg konzentriert. Verstreut über den Glanzer Berg befinden sich zudem zahlreiche Einfamilienhäuser und Bauernhöfe. Hinterburg ist Teil der Katastralgemeinde Matrei in Osttirol Land.

## Bevölkerung
Hinterburg verfügte im 19. Jahrhundert im Vergleich mit den übrigen Matreier Ortschaften über eine mittelgroße Einwohnerzahl. So lebten 1869 in Hinterburg 72 Menschen in elf Häusern. Bei der Volkszählung 1890 war die Zahl der Einwohner auf 68 leicht gesunken. Bis zur Volkszählung 1951 war die Einwohnerzahl auf 107 Personen in 15 Häusern gestiegen, das große Wachstum setzte jedoch erst danach ein und führte dazu, dass Hinterburg zur drittgrößten Ortschaft der Gemeinde Matrei nach dem Matreier Markt und der Ortschaft Waier anwuchs.